# Богуциці (Малопольське воєводство)
Боґуциці (пол. Bogucice) — село в Польщі, у гміні Бохня Бохенського повіту Малопольського воєводства.
Населення — 755 осіб (2011).
У 1975-1998 роках село належало до Тарновського воєводства.

## Демографія
Демографічна структура станом на 31 березня 2011 року:
|          | Загалом | Допрацездатний вік | Працездатний вік | Постпрацездатний вік |
| -------- | ------- | ------------------ | ---------------- | -------------------- |
| Чоловіки | 363     | 97                 | 226              | 40                   |
| Жінки    | 392     | 77                 | 234              | 81                   |
| Разом    | 755     | 174                | 460              | 121                  |